# Mnémora: Pueblo, Poder y Tiempo
Mnémora: Pueblo, Poder y Tiempo es una película independiente argentina de aventuras, viajes en el tiempo y ciencia ficción de 2018 dirigida por Alexis Fusario y producida por la productora cultural comunitaria El Culebrón Timbal. La película sigue a un grupo de rebeldes que intenta impedir que el gobierno global del futuro altere la historia a favor de sus intereses económicos. Está ambientada en el universo ficticio también llamado "El Culebrón Timbal".
La prensa destacó de la película su defensa de los valores comunitarios tanto en la trama como en su proceso de producción, así como también la inclusión en la ficción de cuatro figuras emblemáticas de la Historia de Sudamérica: José de San Martín, Eva Perón, Juana Azurduy y Martín Miguel de Güemes.

## Argumento
En el año 2077, el mundo entero es controlado por un gobierno global llamado Entercelt y por su presidente Salvador Garzlan (Oscar Giménez), quien planea usar la tecnología del viaje temporal para eliminar a todos los movimientos populares de la historia. Colaborando a través del tiempo con la misma tecnología, un grupo de rebeldes cava túneles subterráneos inmensos donde construyen Mnémora, una ciudad rebelde en la que viven refugiados de todas las épocas.
El gobierno logra invadir Mnémora, matando a muchos de sus habitantes. La misión de salvar a la historia queda en manos de un pequeño grupo de supervivientes, dentro del cual se encuentran el Pocero Estomba (Víctor Risso), el antropólogo Schiafutti (Fernando Gómez Morel), una versión más vieja y otra más joven del mismo Garzlan (Oscar Giménez e Ignacio Giménez Panadeiro, respectivamente), una versión adolescente de su madre Ixchel Agüero (Carmela Balán Fournier), un traficante temporal de moral dudosa llamado el Iatromante (Eduardo Balán), y un equipo conformado por cuatro figuras históricas latinoamericanas: José de San Martín (Rubén Milanesi), Eva Perón (Paula Simonetti), Juana Azurduy (Julia Farfan) y Martín Miguel de Güemes (Gustavo Galdiano).
Ixchel revela que Garzlan fue un líder popular honesto hasta el año 2057, cuando un grupo misterioso lo convenció de avalar el asesinato de Miguel Zavala, un político corrupto que estaba conspirando en su contra. A partir de ese crimen, Garzlan perdió su prestigio genuino y comenzó a acumular poder hasta convertirse en el tirano de 2077. El plan de Ixchel es viajar a 2057, salvar a Zavala y convencer a Garzlan de mantenerse en el camino correcto, evitando así el nacimiento del Entercelt.
Los rebeldes se dividen en tres grupos. El grupo liderado por el Itromante viaja al futuro para hacer explotar la fuente de poder del Entercelt, de manera que no pueda deshacer el resto del plan viajando en el tiempo. El grupo liderado por Eva Perón va luchando contra gendarmes del Entercelt y facilitando el viaje del último grupo, liderado por el Pocero, que va a la plataforma de viaje temporal, atravesando antes un puente de fuego, unos sumideros con monstruos resultantes de experimentos genéticos, y un laboratorio lleno de plantas gigantes asesinas.
Los grupos del Pocero y de Eva Perón alcanzan la plataforma, viajan al Cruce Derqui en 2057 y llegan a Plaza de Mayo a tiempo. El grupo del Pocero le advierte a Garzlan de su futuro tiránico, mientras el grupo de Eva Perón elimina a los sicarios que intentaban matar a Zavala, enviados desde el futuro por el Entercelt, que es la organización misteriosa que había corrompido a Garzlan desde el principio. El Garzlan de 2077 viaja también a 2057 y los encuentra, mientras que el Garzlan más viejo traiciona al grupo y revela no estar arrepentido de sus crímenes.
Schiafutti derrota al Garzlan viejo, y el Garzlan de 2077 escapa y vuelve al futuro, poniendo todo el plan en peligro. Por suerte, en la Usina Central y fuente de poder del Entercelt, Garzlan se encuentra al Iatromante, que mató al sicario Echagüe (Miguel Doglioli) y hace explotar la Usina, sacrificándose para matar al presidente y anular la capacidad del Entercelt de modificar la historia.
La película termina con el Garzlan de 2057 comprometiéndose a no volverse un tirano y dando un discurso apasionado en Plaza de Mayo, tras el cual los héroes planean devolver a algunos refugiados de Mnémora a sus épocas originales y esconder a algunos otros en diferentes partes de América Latina.

## Reparto
- Carmela Balán Fournier como la Ixchel Agüero niña, futura madre de Garzlan y principal autora del plan para salvar a la historia.
- Julia Álvarez Raineri como la Ixchel Agüero adulta, que reclutó a las cuatro figuras históricas y es secuestrada por el Entercelt al comenzar la película.
- Oscar Giménez como el Salvador Garzlan de 2057, el de 2077 y el viejo.
- Víctor Risso como El Pocero, líder popular de Mnémora.
- Ignacio Giménez Panadeiro como 28G, la versión más joven de Garzlan.
- Mónica Monastra como La Guerrillera, combatiente de Mnémora y parte del grupo rebelde.
- Gustavo Galdiano como Martín Miguel de Güemes, militar y político argentino.
- Rubén Milanesi como José de San Martín, libertador de América del Sur.
- Julia Farfan como Juana Azurduy, general argentino-boliviana.
- Paula Simonetti como Eva Perón, política y actriz argentina.
- Fernando Gómez Morel como Schiafutti, atropólogo.
- Omar Foresti como César Suárez, amigo de Garzlan.
- Eduardo Balán como el Iatromante, traficante temporal.
- Alfredo Grande como El Profesor, intelectual de la rebelión de Mnémora.
- Miguel Doglioli como Echagüe, mano derecha de Garzlan y asesino del Entercelt.
- Fernando Martínez como el Doctor Zanig, experto en tortura e interrogación.
- Amanda Balán Fournier como la Líder de los Superhéroes, una banda de niños aventureros que vive en Mnémora.
- Alexis Fusario como Galaxia, un rebelde de principios del siglo XXI que se suma a la causa y ayuda al Iatromante.
- Cristian Soto y Jorge Alberto Soto como Loquillo y Benigno, dos personajes de El cuenco de las ciudades mestizas que aparecen brevemente para ayudar a los héroes.
- Favio Encina como Manuel Belgrano, político y militar argentino.

## Lanzamiento

### Estreno internacional
La película no tuvo un estreno tradicional en salas comerciales. En cambio, del 16 al 18 de noviembre de 2018, se proyectó de forma gratuita en diferentes plazas barriales, salas independientes, centros culturales y bibliotecas populares alrededor de Argentina, así como también en otros doce países de América Latina.

### En internet
Entre marzo y abril de 2020 (durante la cuarentena argentina e internacional por coronavirus), El Culebrón Timbal publicó de manera gratuita en su canal de YouTube una versión de la película separada en doce partes, en formato serie web. En mayo, publicó en el mismo canal la película completa en un solo video junto con una versión corta que reduce la duración total más de media hora a razón de escenas resumidas o eliminadas.

## Videojuego
El 13 de noviembre de 2018, a pocos días del estreno, se publicó de manera gratuita un videojuego para web y Android basado en la película, bajo el título Mnémora: Las Lentes de Galimán. Se trata de un juego de plataformas y puzles de viajes en el tiempo, con una historia relacionada pero independiente a la trama de la película.

## Serie fílmica
La película está ambientada en el mismo universo que El cuenco de las ciudades mestizas, un mediometraje producido en 2008 por El Culebrón Timbal, dos de cuyos protagonistas aparecen brevemente en la secuencia del Puente de Fuego de Mnémora.
En abril de 2020, El Culebrón Timbal anunció en sus redes que está en producción una secuela, Mnémora II: El tratado de las almas.